# Букшана (Горж)
Букшана (рум. Bucșana) насеље је у Румунији у округу Горж у општини Пригорија. Oпштина се налази на надморској висини од 354 m.

## Становништво
Према подацима из 2002. године у насељу је живело 931 становника, од којих су сви румунске националности.